# Franc Ivanoci
Franc (Kodila) Ivanoci ali Ferenc Ivanoci ali Franc Ivanocy (tudi Franc Ivanóczy, madž. Ivanóczy Ferenc), slovenski rimskokatoliški duhovnik in narodni buditelj, * 25. avgust 1857, Ivanovci; † 29. avgust 1913, Tišina.

### Izvor priimka
Za Prekmurje je bilo značilno, da so se slovenski nižji plemiči imenovali po rojstnem kraju. Družina Ivanóczy/Ivanoci je dobila ime po kraju Ivanovci. Miško Kranjec je Ivanocija obtožil, da je svoje ime madžariziral. To je bila komunistična propaganda zoper Katoliško cerkev. Ivanoci je v Köszegu spremenil rodbinsko ime Kodela v Ivanóczy (Ivanoci) iz spoštovanja do odličnih duhovnikov-rojakov tega imena. To ime ne sme zavesti, da je bil Ferenc Ivanóczy plemič, ali kaksen sorodnik plemiške družine Ivanóczy. Sam je izhajal iz družine malih kmetov.

## Življenje in delo
Franc Ivanoci, prekmurski narodni buditelj, edinec malega posestnika Adama Kodile in Rozalije Hujs, je obiskoval šolo v rojstnem kraju. S pomočjo župnika M. Sisekija je bil brezplačno sprejet v Kelcz-Adelfyjevo sirotišnico v Köszegu (1868). Tu je pod vodstvom benediktincev dokončal osnovno šolo in nižjo gimnazijo (1875), višje štiri razrede v treh letih v Sombotelu (1878) ter teološke študije v centralnem semenišču v Budimpešti. Sveto mašniško posvečenje je prejel 1882 v Gjuru. Eno leto je kaplanoval v Murski Soboti, 1883 postal prefekt v somboteljskem semenišču in 1884 profesor dogmatike. Leta 1885 je doktoriral z madžarsko disertacijo o Svetem pismu in klinopisnih spomenikih. Prijateljsko mu naklonjeni škof Kornél Hidasy ga je 1885 imenoval za člana izpraševalne komisije za srednješolske profesorje. Od marca 1889 do smrti je deloval na Tišini kot župnik. Od 1893 je bil dekan in šolski nadzornik sobotskega okraja, 1907 ga je kralj imenoval za častnega kanonika.
Ivanoci je bil predvsem vnet duhovnik. Popolnoma je prenovil tišinsko cerkev, priskrbel nove zvonove in orgle ter dvignil cerkveno petje. Spisal je knjižico Pobožnost Srca Jezušovega (1892) in priredil novo izdajo med katoliškimi Prekmurci najbolj razširjene Molitvene knige (Radgona, 1904). Ustanovil je Društvo najsvetejšega Srca Jezušovoga (1895), ki izdaja od 1904 Kalendar z nabožno, praktično, pripovedno in narodopisno vsebino. Z njegovim sodelovanjem se je 1906 ustanovil nabožni mesečnik Nevtepeno poprijeta Devica Marija, zmožna Gospa vogrska pod uredništvom J. Klekla ml.. Ob pomoči P. Kolarja je izdal za normalne šole prevod  Gerelyjeve Male biblie z kejpami ali Zgodbe zveličanja za malo dečico (za I.—II. razred, Sombotel, 1897, 2. nat. 1898; za III.—V. razred 1898) ter širil med ljudstvom nabožne knjige, posebno Mohorjeve.
Živahno se je udeleževal političnega življenja. Proti liberalni stranki je pri volitvah 1892 podpiral narodno stranko. Ko se je osnovala ljudska stranka, se je je oklenil. Strankin program je razložil v brošurah Stranka lüdstva in Ka šče lüdstva stranka ter z volilnim letakom. Marljivo je dopisoval v somboteljske novine Vasvármegye. Ko so postale Cerkvi neprijazne, je sodeloval pri novoustanovljenem katoliškem listu Szombathelyi Ujság. V cerkvi in šoli je bil neustrašen zagovornik svojega maternega jezika, čeprav je cenil madžarščino kot državni jezik in se je je posluževal celo v svoji obširni avtobiografiji. Da bi dobilo ljudstvo narodno zavedne duhovnike, je v oporoki določil, da se iz obresti ustanove lahko šola po en slovenski dijak. Kot umen gospodar je 1911 v Tišini ustanovil posojilnico in se trudil za regulacijo Mure.